# Авирон Байонне
«Авирон Байонне» (фр. Aviron bayonnais — «гребной клуб Байонны») — французский регбийный клуб, выступающий в высшем дивизионе национального чемпионата — Топ 14. Команда, основанная в 1904 году, является трёхкратным чемпионом Франции (1913, 1934, 1943). Коллектив проводит домашние матчи на стадионе «Стад Жан-Доже» в Байонне, арена способна вместить 16 934 зрителей. «Авирон» представляет департамент Атлантические Пиренеи и имеет тесные связи с баскским сообществом Франции.

## История
Клуб был создан в 1904 году, и уже в 1913 «Авирон» стал финалистом чемпионата Франции. Соперником новичка стал клуб S.C.U.F., который проиграл коллективу из Байонны со счётом 8:31 на стадионе «Ив-дю-Мануа». В период Первой мировой войны розыгрыши чемпионата были приостановлены. Команды продолжили состязаться в турнире Куп де Л’Эсперанс, проводившемся в течение четырёх сезонов. Участником последнего финала стал «Авирон», уступивший оппонентам из «Тарба» с минимальной разницей (3:4).
После войны чемпионат стал проводиться снова. Новую попытку получить титул «гребцы» предприняли в 1922 году. Команда встретилась в финале с «Тулузой», уже проигравшей прошлогодний финал и жаждавшей компенсировать неудачу. В результате. Игра на стадионе «Руте дю Медок» в Ле-Буске завершилась в пользу регбистов из Тулузы (6:0). Соперники встретились и в главном матче следующего сезона. «Тулуза» опять одержала «сухую» победу — 3:0.
В середине 1930-х годов «Авирон» считался одной из сильнейших команд страны. В 1934 году команда выиграла второй «щит Бреннуса», обыграв «Биарриц Олимпик» (13:8) в Тулузе. Возобновление статуса чемпиона Франции потребовало у игроков клуба более двадцати лет. В 1936 году команде покорился приз турнира Шалёнж Ив дю Мануа, в финале которого «Авирон» одолел «Перпиньян». Кроме того, регбисты «Байонне» дважды играли в финале французского чемпионата в 1940-х. Если в 1943 году клуб выиграл у «Ажена» на «Парк де Пренс», то через год коллектив не смог отстоять титул и проиграл «Перпиньяну».
После этого команда в течение долгого времени оставалась в стороне от ключевых сражений французского регби. Лишь в 1980 году клуб смог во второй раз выиграть Шалёнж (победа над «Безье», 16:10), а через два года регбисты вышли в финал чемпионата, но проиграли «Ажену» (9:18). Последним на данный момент достижением «Авирона» является победа в турнире Куп Андре Мога в сезоне 1995 года.

## Финальные матчи
| Дата              | Чемпион          | Финалист          | Счёт | Стадион                    | Spectateurs |
| 20 апреля 1913 г. | «Авирон Байонне» | S.C.U.F.          | 31:8 | «Ив-дю-Мануа», Коломб      | 20 000      |
| 23 апреля 1922 г. | «Тулуза»         | «Авирон Байонне»  | 6:0  | «Ру де Медок», Ле-Буске    | 20 000      |
| 13 мая 1923 г.    | «Тулуза»         | «Авирон Байонне»  | 3:0  | «Ив-дю-Мануа», Коломб      | 15 000      |
| 13 мая 1934 г.    | «Авирон Байонне» | «Биарриц Олимпик» | 13:8 | «Стад де Пон Жюмо», Тулуза | 18 000      |
| 21 марта 1943 г.  | «Авирон Байонне» | «Ажен»            | 3:0  | «Парк де Пренс», Париж     | 28 000      |
| 26 марта 1944 г.  | «Перпиньян»      | «Авирон Байонне»  | 20:5 | «Парк де Пренс», Париж     | 35 000      |
| 29 мая 1982 г.    | «Ажен»           | «Авирон Байонне»  | 18:9 | «Парк де Пренс», Париж     | 41 165      |

## Текущий состав
Заявка на сезон Топ-14 2020/2021. Жирным выделены игроки, заигранные за национальные сборные.

## Известные игроки
- Родни Блейк[англ.]
- Марк Чисхолм[англ.]
- Камерон Трелор[англ.]
- Фил Дэвис[англ.]
- Давид Хинчагишвили[англ.]
- / Крейг Гоуэр[англ.]
- Сальваторе Перуджини[англ.]
- Рамиро Пес[англ.]
- Лоренцо Читтадини[англ.]
- Иньяки Ласкураин[англ.]
- Франсиско Пуэртас[англ.]
- Себастьен Руэ
- Эврар Дьон Улаи[фр.]
- Питер-Ян ван Лилл
- Стивен Бретт[англ.]
- Том Доннелли[англ.]
- Сионе Лауаки
- Танерау Лутимер[англ.]
- Каде Поки
- Джо Рокококо
- Блэр Стюарт[англ.]
- Нимайя Тиалата
- Адам Уитлок
- Росс Филипо[англ.]
- Трой Флавелл[англ.]
- Джерард Фрейзер[англ.]
- Дуэйн Хаар[англ.]
- Вячеслав Грачёв
- Сенсас Джонстон[англ.]
- Лео Лафаиали’и[англ.]
- Ману Леиатауа[англ.]
- Пелу Таэле[англ.]
- Джереми Томули[англ.]
- Бен Бростер[англ.]
- Филимони Болавузу[англ.]
- Саймони Вака[англ.]
- Габириэле Ловобалаву[англ.]
- Метуисела Талебула[англ.]
- Савеназа Раваза[англ.]
- Андре Альварес
- Клеман Ансели[англ.]
- Грегори Арганез[англ.]
- Марк Баже[англ.]
- Мартин Бастос Мояно
- Антуан Баттю
- Кристиан Беласкен
- Андре Беотеги
- Анри Беотеги
- Южен Биллак
- Робер Болон
- Адриен Борденав
- Пьер Гаро[англ.]
- Жан-Мишель Гонсалес
- Жан Доже
- Пьер Допиталь
- Бастиан Дуальде
- Ришар Дурт[англ.]
- Бернар Дюпра
- Жюльен Жане
- Арец Игуинис[англ.]
- Жан Ирасабаль
- Поль Лабади
- Симон Лабуйри[англ.]
- Рафаэль Лагард
- Тибо Лакруа[фр.]
- Даниэль Ларрешеа
- Феликс Лассерр
- Феликс ле Бурис[фр.]
- Патрис Ляжиске[англ.]
- Кристоф Лямезон[англ.]
- Кристиан Маньяну
- Жан-Жо Мармуйе[фр.]
- Реми Мартан
- Ромен Мартиаль[англ.]
- Люк Мере
- Лоран Пардо
- Патрик Перрье
- Ролан Петриссан
- Жак Ролле
- Эммануэль Сабуссе
- Морис Селе
- / Скотт Спеддинг
- Райан Тонджиа
- Бенджамин Тьери[фр.]
- Жан-Мари Усандисага
- Фернан Форг
- Бастиан Фустер
- Ришар Шор
- Батист Шузено[англ.]
- Жером Шустер[англ.]
- Адам Юльяк
- Луи Юнка
- Рамон Аярса[англ.]
- Пабло Хуэте
- Джонни Битти[англ.]
- Джеймс Макларен[англ.]
- Вилли дю Плесси[англ.]
- Ватару Мурата[англ.]

## Тренерский штаб
- Главный тренер: Винсент Эчето
- Тренеры: Кристоф Дело, Дени Авриль
- Физическая подготовка: Алексис Дежардан, Жан-Люк Альбер
- Врач: Жак Маник
- Физиотерапевты: Людовик Гейе, Жером Нотбум, Жан-Мари Арно
- Видеоаналитики: Николя Буффа, Жеральд Романзан
- Стюард: Матьё Ними